# Șvaikivka, Berdîciv
Șvaikivka (în ucraineană Швайківка) este localitatea de reședință a comunei Șvaikivka din raionul Berdîciv, regiunea Jîtomîr, Ucraina.

## Demografie
Componența lingvistică a localității Șvaikivka
     Ucraineană (99,17%)
     Alte limbi (0,83%)
Conform recensământului din 2001, majoritatea populației localității Șvaikivka era vorbitoare de ucraineană (99,17%), existând în minoritate și vorbitori de alte limbi.